# روبرت روبنسون (سياسي أسترالي)
روبرت روبنسون (بالإنجليزية: Robert Robinson) هو سياسي أسترالي، ولد في 1811، وتوفي في 14 مايو 1852. انتخب عضو المجلس التشريعي الفيكتوري عن دائرة Electoral district of Geelong (Victorian Legislative Council) ‏ (1 أكتوبر 1851 – 1 مايو 1852).